# Championnat d'Irlande du Nord de football 1982-1983
Navigation
Édition précédente Édition suivante
Le 81e Championnat d'Irlande du Nord de football se déroule en 1982-1983. Linfield FC remporte son trente-cinquième et deuxième titre consécutif de champion d’Irlande du Nord avec cinq points d’avance sur le deuxième Glentoran FC. Coleraine FC, complète le podium.  
Avec 15 buts marqués,   Jim Campbell de Ards FC remporte le titre de meilleur buteur de la compétition.

## Les 12 clubs participants
| Club             | Stade                 | Capacité | Ville       |
| ---------------- | --------------------- | -------- | ----------- |
| Ards FC          | Castlereagh Park      |          | Newtownards |
| Ballymena United | The Showgrounds       |          | Ballymena   |
| Bangor FC        | Clandeboye Park       |          | Bangor      |
| Cliftonville FC  | Solitude              |          | Belfast     |
| Coleraine FC     | The Showgrounds       |          | Coleraine   |
| Crusaders FC     | Seaview               |          | Belfast     |
| Distillery FC    | New Grosvenor Stadium |          | Lisburn     |
| Glenavon FC      | Mourneview Park       |          | Lurgan      |
| Glentoran FC     | The Oval              |          | Belfast     |
| Larne FC         | Inver Park            |          | Drumahoe    |
| Linfield FC      | Windsor Park          |          | Belfast     |
| Portadown FC     | Shamrock Park         |          | Portadown   |

## Compétition

### Classement
Le classement est établi sur le barème de points classique (victoire à 2 points, match nul à 1, défaite à 0).
| Rang | Équipe           | Pts | J  | G  | N | P  | Bp | Bc | Diff |
| ---- | ---------------- | --- | -- | -- | - | -- | -- | -- | ---- |
| 1    | Linfield FC T    | 35  | 22 | 15 | 5 | 2  | 43 | 13 | +30  |
| 2    | Glentoran FC C   | 30  | 22 | 14 | 6 | 2  | 49 | 21 | +28  |
| 3    | Coleraine FC     | 28  | 22 | 11 | 6 | 5  | 44 | 25 | +19  |
| 4    | Portadown FC     | 26  | 22 | 10 | 6 | 6  | 29 | 17 | +12  |
| 5    | Crusaders FC     | 25  | 22 | 11 | 3 | 8  | 35 | 26 | +9   |
| 6    | Cliftonville FC  | 24  | 22 | 10 | 4 | 8  | 30 | 24 | +6   |
| 7    | Ards FC          | 22  | 22 | 9  | 4 | 9  | 40 | 41 | -1   |
| 8    | Ballymena United | 20  | 22 | 8  | 4 | 10 | 32 | 41 | -9   |
| 9    | Distillery FC    | 18  | 22 | 7  | 4 | 11 | 23 | 46 | -23  |
| 10   | Glenavon FC      | 16  | 22 | 6  | 4 | 12 | 26 | 37 | -11  |
| 11   | Larne FC         | 15  | 22 | 6  | 3 | 13 | 31 | 40 | -9   |
| 12   | Bangor FC        | 5   | 22 | 1  | 3 | 18 | 17 | 68 | -51  |

| Légende : Qualifications et relégations | Légende : Qualifications et relégations                                      |
| --------------------------------------- | ---------------------------------------------------------------------------- |
|                                         | Coupe d'Europe des Clubs champions 1983-1984                                 |
|                                         | Coupe d'Europe des vainqueurs de coupe 1983-1984                             |
|                                         | Coupe UEFA 1983-1984                                                         |
|                                         | Relégation en deuxième division                                              |
|                                         | T : Tenant du titre C : Vainqueurs de la Coupe d'Irlande du Nord de football |

## Bilan de la saison
| Tableau d'Honneur                         |              |
| Compétition                               | Vainqueur    |
| Championnat d'Irlande du Nord de football | Linfield FC  |
| Coupe d'Irlande du Nord de football       | Glentoran FC |

| Promotions et relégations |                            |
| Relégués                  | Aucun                      |
| Promus                    | Newry Town Carrick Rangers |

## Statistiques

### Meilleur buteur
1. Jim Campbell, Ards FC, 15 buts